# Coupe d'Irlande du Nord féminine de football 2025
Navigation
Édition précédente Édition suivante
La 20e Coupe d'Irlande du Nord féminine de football, en anglais IFA Womens Challenge Cup et pour des raisons de naming publicitaire Electric Ireland Women's Challenge Cup, se dispute entre le 6 juin 2025 et octobre 2025 date de la finale. Le Cliftonville Ladies remet en jeu son titre obtenu en 2024.

## Organisation
La compétition s'organise en cinq tours successifs. Les clubs de première division du championnat sont exemptés du premier tour.

## Compétition

### Premier tour
Le premier tour se déroule le 6 juin 2025. Il met aux prises des équipes de deuxième et troisième division tirées au sort.
| Club recevant           | Score | Club visiteur              |
| ----------------------- | ----- | -------------------------- |
| Armagh City Ladies      | 6-0   | Hanover FC Ladies          |
| Bangor FC Ladies        | 6-1   | Ballymena United FC Women  |
| Bloomfield Ladies       | 0-5   | Mid Ulster Ladies          |
| Carrick Rangers Falcons | 13-2  | Maiden City Ladies         |
| Comber Rec. Ladies      | 1-2   | Portadown Ladies           |
| Greenisland Ladies      | 17-0  | Limavady United Ladies     |
| Oxford Sunnyside Ladies | 0-5   | Ballyclare Comrades Ladies |

### Deuxième tour
Le deuxième tour se déroule sur trois journées entre le 14 et 21 juillet 2025. Les matchs sont tirés au sort et se déroulent sur le terrain du premier nommé.
Le tirage au sort désigne les Crusaders Strikers comme équipe exemptée de ce tour et donc directement qualifiée pour les quarts de finale.
Ce deuxième tour propose une revanche de la finale précédente entre les Lisburn Rangers et les Cliftonville Ladies. Cette fois-ci la rencontre est très nettement plus disputée, Clinftonville ne l'emportant que très difficilement sur le score de 3 buts à 2.
| Club recevant           | Score   | Club visiteur              |
| ----------------------- | ------- | -------------------------- |
| Lisburn LFC             | 1-0     | Mid Ulster Ladies          |
| Carrick Rangers Falcons | 0-3     | Ballyclare Comrades Ladies |
| Glentoran Women's       | 8-0     | Greenisland Women          |
| Lisburn Rangers         | 2-3     | Cliftonville Ladies        |
| Linfield Ladies         | -       | Portadown Ladies           |
| Larne Women             | -       | Bangor Ladies              |
| Derry City Ladies       | forfait | Armagh City Ladies         |